# Шестой (село)
Шестой (каз. Шестой) — село в Курмангазинском районе Атырауской области Казахстана. Входит в состав сельского округа Орлы. Код КАТО — 234649300.

## Население
В 1999 году население села составляло 289 человек (134 мужчины и 155 женщин). По данным переписи 2009 года, в селе проживало 198 человек (97 мужчин и 101 женщина).